# Saint-Paul-de-Baïse
Saint-Paul-de-Baïse (gaskognisch Sent Pau de Baïsa) ist eine französische Gemeinde mit 108 Einwohnern (Stand 1. Januar 2022) im Département Gers in der Region Okzitanien (bis 2015 Midi-Pyrénées); sie gehört zum Arrondissement Auch und zum Gemeindeverband Artagnan de Fezensac. Die Bewohner nennen sich Saint-Paulois/Saint-Pauloises.

## Geografie
Saint-Paul-de-Baïse liegt rund 22 Kilometer nordwestlich von Auch im Zentrum des Départements Gers. Die Gemeinde besteht aus Streusiedlungen und Einzelgehöften. Im Süden der Gemeinde gibt es Weinberge. Der Fluss Baïse durchquert die Gemeinde in nördlicher Richtung und bildet streckenweise die östliche Gemeindegrenze.
Nachbargemeinden sind Rozès im Nordwesten und Norden, Bonas im Osten, Jegun im Südosten, Saint-Jean-Poutge im Süden, Vic-Fezensac im Südwesten sowie Marambat im Westen.

## Geschichte
Im Mittelalter lag Saint-Paul-de-Baïse der Grafschaft Vic-Fezensac in der Region Armagnac innerhalb der historischen Landschaft Gascogne und teilte deren Schicksal. Saint-Paul-de-Baïse gehörte von 1793 bis 1801 zum District Condom und zum Kanton Lannepax. Von 1801 bis 2015 war die Gemeinde dem Arrondissement Condom zugeteilt und gehörte von 1801 bis 2015 zum Wahlkreis (Kanton) Valence-sur-Baïse (ursprünglich Kanton Valence).

## Bevölkerungsentwicklung
Die Einwohnerentwicklung ist typisch für eine französische Landgemeinde. Normal ist die Entwicklung zwischen 1793 und 1831 mit einem starken Wachstum. Die folgende starke Landflucht setzte später ein als in anderen Gemeinden der Region.
| Jahr                       | 1962 | 1968 | 1975 | 1982 | 1990 | 1999 | 2006 | 2011 | 2020 |
| Einwohner                  | 162  | 162  | 136  | 123  | 107  | 100  | 110  | 104  | 107  |
| Quellen: Cassini und INSEE |      |      |      |      |      |      |      |      |      |

## Sehenswürdigkeiten
- Kirche Saint-Paul
- zwei Wegkreuze: das Croix de Herran und ein Wegkreuz an der Dorfkirche
- Denkmal für die Gefallenen[1]

## Verkehr
Die Gemeinde liegt fernab von überregionalen Verkehrswegen und hat keine Schienen- oder Busverbindungen. Die wichtigsten regionalen Verkehrswege sind die durch die Gemeinde führende D939 und die N124 mit einem Anschlüssen in Vic-Fezensac und Saint-Jean-Poutge.